# Смирнов, Илья Андреевич
Илья́ Андре́евич Смирно́в — конькобежец, мастер спорта России. Включен в состав сборной команды России.

## Биография
Илья Смирнов стал заниматься конькобежным спортом в 12 лет.
В 2016 году Илья Смирнов завоевал две медали в финале Кубка России по конькобежному спорту, который проходил в Москве. Спортсмен получил серебряную медаль на дистанции 3000 метров, а на дистанции 1500 метров смог получить бронзовую медаль.
В начале занятий спортом, у Ильи Смирнова отсутствовали какие-то конкретные цели по достижению высоких результатов и показателей, но со временем появилось осознание своих возможностей. По словам спортсмена, это произошло во время просмотра Олимпиады в Ванкувере, в которой участвовал Иван Скобрев — еще один воспитанник тренера Виталия Важнина. Он осознал, что также может достичь олимпийских наград.
Был единственным представителем из города Хабаровска в Москве, когда в СК «Крылатское» около 70 спортсменов боролись за право получить путевки на чемпионат и Кубок мира среди юниоров в рамках первенства России. Спортсмен смог занять 4 место. Соревнования проходили в течение 3 дней, Илья Смирнов соревновался в рамках многоборья и выступал в беге на 500, 1000,1500 и 5000 метров. Решение о таком выборе программы делал и его тренер Виталий Александрович Важнин. По словам тренера, спортсмен бы был готов одержать победу в отдельных видах программы, но он мог бежать дистанции с достойными результатами.
Приказом № 78-нг от 8 июня 2015 года Министерства спорта Российской Федерации Илье Смирнову было присвоено спортивное звание Мастера спорта России.
Тренер спортсмена Виталий Важнин сказал, что не сразу был уверен в достижении хорошего результата, и ему пришлось много работать, в том числе и с психологией спортсмена. Потому что он пришел на занятия очень маленьким и эмоциональным, и задачей тренера стало воспитать из него бойца. Для этого приходилось говорить многие вещи в жесткой форме, которые провоцировали спортивную злость — так был найдет особый подход к спортсмену. В 2015 году им была выиграна первая в карьере медаль в первенстве России. Илья Смирнов и его тренер Виталий Важнин долго к этому шли. После этого достижения спортсмен был включен в состав сборной команды России и стал больше прислушиваться к тренерским советам. Тренер утверждает — в его воспитаннике появились качества профессионального спортсмена — он стремится к высоким результатам и хорошему заработку.
По состоянию на 1 апреля 2016 года — Илья Смирнов студент первого курса ДВГАФК, который обучается на кафедре менеджмента, экономики и права.
Илья Смирнов — среди спортсменов, которые будут принимать участие в Олимпиаде 2018 и 2022 годов.